# Wilhelm Worringer
Wilhelm Worringer (Aquisgrán, 1881-Múnich, 1965) fue un hHistoriador y teórico del arte alemán. Fue el discípulo más brillante de Alois Riegl. Es conocido por su teoría de la Einfühlung (empatía o proyección sentimental) por la cual, el impulso de satisfacción se culmina en la belleza de lo orgánico; mientras que, el impulso abstraccionista encuentra su dicha en la belleza inorgánica, en lo que se rige por leyes y necesidades abstractas. En Abstracción y Naturaleza (1908) dio los principios generales de su estética: contenido espiritual de la obra de arte y la crítica aplicada dedicada a la ornamentación y al arte prerrenacentista.